# Wakana Sonobe
Wakana Sonobe (japanisch 園部 八奏 Sonobe Wakana; * 17. Januar 2008) ist eine japanische Tennisspielerin.

## Karriere
Sonobe begann mit vier Jahren das Tennisspielen und spielt vor allem auf Turnieren der ITF Junior Tour und ITF Women’s World Tennis Tour, bei denen sie bislang einen Titel im Einzel gewonnen hat.
2022 erreichte sie im September ihr erstes Finale bei einem ITF-Turnier, als sie beim mit 15.000 US-Dollar dotierten Turnier in Cancún Ava Markham nur knapp in drei Sätzen mit 3:6, 6:3 und 1:6 unterlag.
2023 startete sie bei den Australian Open, wo sie im Juniorinneneinzel mit einem 6:3- und 6:1-Sieg über Shruti Ahlawat die zweite Runde erreichte, dort aber gegen die spätere Finalistin Mirra Andrejewa mit 2:6 und 2:6 verlor. Im Juniorinnendoppel erreichte sie mit Emerson Jones das Achtelfinale. Bei den French Open verlor sie im Juniorinneneinzel gegen Rebecca Munk Mortensen mit 4:6 und 6:72. Im Juniorinnendoppel erreichte sie mit Partnerin Tamara Kostic wiederum das Achtelfinale. In Wimbledon verlor sie im Juniorinneneinzel gegen Mika Stojsavljevic mit 7:5, 3:6 und 1:6. Im Juniorinnendoppel erreichte sie mit Partnerin Tereza Valentová auch wieder das Achtelfinale. Bei den US Open verlor sie abermals bereits in der ersten Runde des Juniorinneneinzels gegen Mika Stojsavljevic, im Juniorinnendoppel erreichte sie mit Partnerin Hayu Kinoshita das Halbfinale. Im September erreichte sie mit ihrer Partnerin Lucciana Pérez Alarcón das erste Finale bei einem ITF-Turnier im Damendoppel, wo die beiden gegen Hsu Chieh-yu und Mia Yamakita mit 2:6 und 5:7 verloren. Im Dezember gewann Wakana Sonobe den Titel im Dameneinzel bei den J300 Eddie Herr International in der IMG Academy.
2024 startete sie im Januar wieder bei den Australian Open, wo sie im Juniorinneneinzel gegen Maya Joint mit 6:76, 6:2 und 2:6 nur knapp verlor, im Juniorinnendoppel konnte sie mit Partnerin Hayu Kinoshita abermals das Achtelfinale erreichen. Im Februar erhielt sie eine Wildcard für die Qualifikation zum Hauptfeld im Dameneinzel der Mubadala Abu Dhabi Open, ihrem ersten Turnier der WTA Tour, wo sie Bernarda Pera mit 4:6 und 0:6 in der ersten Runde unterlag.

## Turniersiege

### Einzel
| Nr. | Datum          | Turnier | Kategorie | Belag     | Finalgegnerin | Ergebnis       |
| --- | -------------- | ------- | --------- | --------- | ------------- | -------------- |
| 1.  | 27. April 2025 | Tokio   | ITF W100  | Hartplatz | Ena Shibahara | 6:4, 6:71, 6:3 |

## Abschneiden bei Grand-Slam-Turnieren

### Juniorinneneinzel
| Turnier         | 2023 | 2024 | 2025 | Karriere |
| --------------- | ---- | ---- | ---- | -------- |
| Australian Open | 2    | 1    | S    | S        |
| French Open     | 1    | AF   | —    | AF       |
| Wimbledon       | 1    | AF   | —    | AF       |
| US Open         | 1    | F    |      | F        |

Zeichenerklärung: S = Turniersieg; F, HF, VF, AF = Einzug ins Finale / Halbfinale / Viertelfinale / Achtelfinale; 1, 2, 3 = Ausscheiden in der 1. / 2. / 3. Hauptrunde; nicht ausgetragen

### Juniorinnendoppel
| Turnier         | 2023 | 2024 | 2025 | Karriere |
| --------------- | ---- | ---- | ---- | -------- |
| Australian Open | AF   | AF   | VF   | VF       |
| French Open     | AF   | VF   | —    | VF       |
| Wimbledon       | AF   | VF   | —    | VF       |
| US Open         | HF   | 1    |      | HF       |